# Sotopalacios
Sotopalacios es una localidad situada en la provincia de Burgos, comunidad autónoma de Castilla y León (España), comarca de Alfoz de Burgos, en el municipio de Merindad de Río Ubierna, del cual es capital.
La carretera de Santander, N-623, cruza el barrio de Barriosuso o Barriuso, al sur de la localidad, en el que se ubica la zona de servicios de la localidad. Al norte se sitúa el barrio de Acorro, en el que se encuentra el casco tradicional.

## Fundación
La primera vez que el nombre de Sotopalacios aparece es en un documento de 1134 del monasterio de San Salvador del Moral, convento de benedictinas que se encontraba no lejos de Palenzuela, del que por azar una copia ha llegado hasta el siglo XXI. Pero para entonces, se cree que Sotopalacios tendría ya unos 240 años. 
En los últimos años del siglo IX, posteriores al año 884, un grupo de familias se asentaría a orillas del Ubierna en un lugar al que llamaron Sotopalacios, nombre formado por soto o masa de árboles y palacios, o casas grandes en su acepción altomedieval, que significaría soto que se encuentra junto a las grandes casas.
En la Baja Edad Media Sotopalacios contaba con cuatro barrios: Nuestra Señora de Acorro, Villentro, Villaentro o Villa de Adentro, San Roque y San Martín de Barriosuso o Barriuso.
Desde finales del siglo XII adquiriría gran importancia al ubicarse en la localidad el cillero o bodega regia del rey Alfonso VIII de Castilla, en el que ingresaba sus rentas agrícolas. Tras convertirse los Manrique en Señores de Sotopalacios y Adelantados Mayores de Castilla, desde esta localidad impartían justicia en el territorio jurisdicción del Adentamiento Mayor de Castilla, por lo que en la misma se situaba el edificio de la Audiencia y Cárcel de los Adelantados.

## Localidad
El pueblo descansa en el valle bajo del río Ubierna, principalmente en su margen derecha. Por su término municipal transcurre también el río Rioseras y varios arroyos y cauces molinares que comunican ambos cursos de agua que antiguamente movían las piedras de tres molinos harineros. El paisaje predominante son tierras de labor, enmarcadas por árboles, arbustos y la vegetación de ribera de los márgenes de los cursos fluviales, y por los páramos calcáreos en las alturas. La altitud a la que se sitúa el cauce del río Ubierna es de unos 850 m s. n. m., y los páramos se alzan hasta los 950 m s. n. m. aproximadamente.

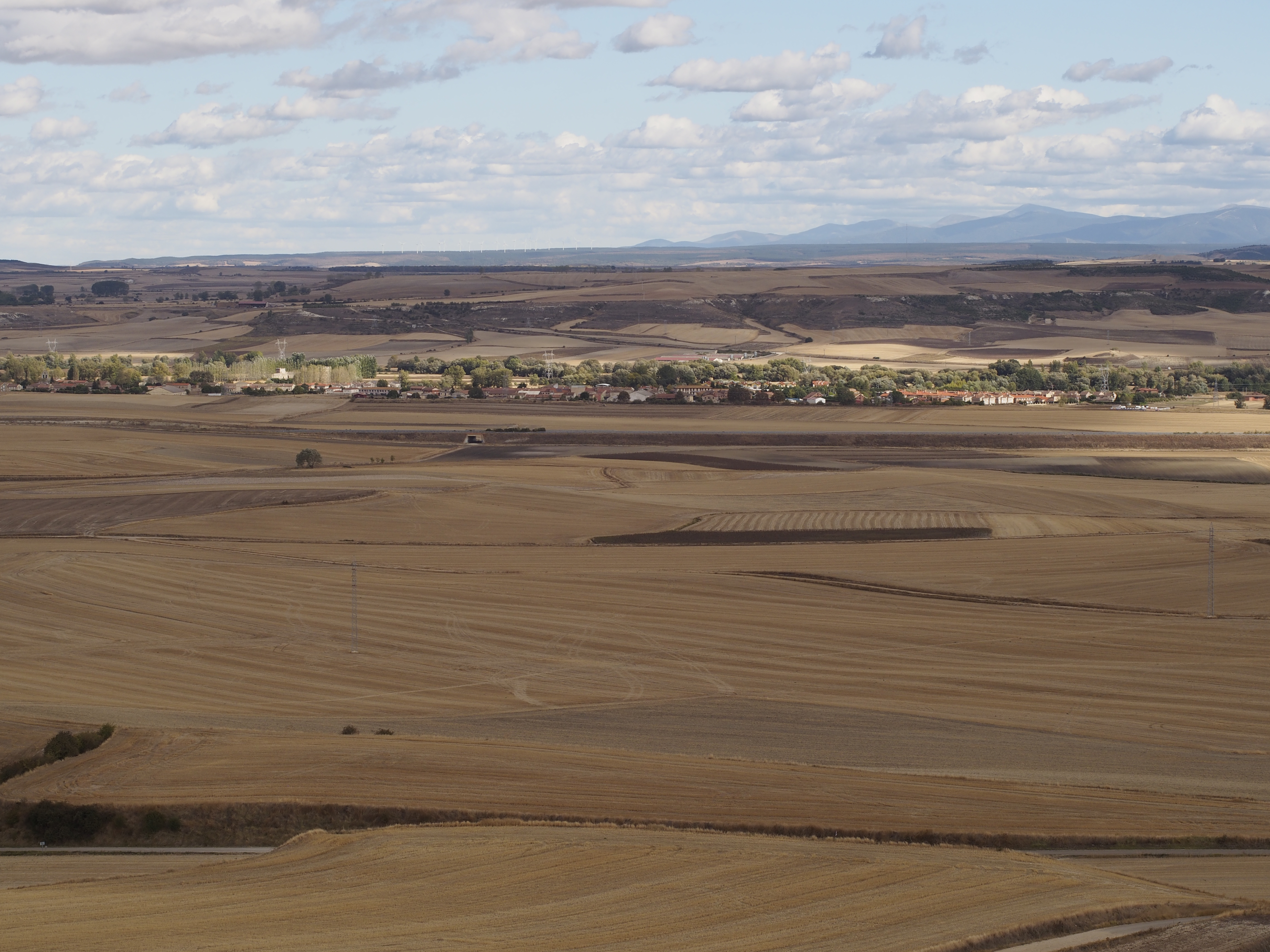
Sotopalacios, en el valle del Ubierna, visto desde el oeste.

Sotopalacios se sitúa a 10 kilómetros de Burgos, bien comunicado con la capital a través de la N623/CL629. Cabe destacar sus fábricas de morcillas, conocidas en toda España, y sus establecimientos hosteleros. También aglutina distintos servicios públicos y privados que hacen de la localidad un centro administrativo y de servicios importante en el norte del Alfoz de Burgos.

## Comunicaciones
- Ferrocarril: Hasta su cierre en 1985 el municipio contaba con una estación del ferrocarril Santander-Mediterráneo. Actualmente el trazado del ferrocarril alberga el Camino Natural Santander-Mediterráneo.

## Actividad económica
- Polígono industrial Hormigones Marcos
- Tres fábricas de morcilla
- Tres entidades bancarias
- Tres establecimientos hosteleros
- Supermercado
- Farmacia

## Servicios públicos
- Ayuntamiento de Merindad de Río Ubierna
- Consultorio de atención primaria
- Centro de Acción Social (CEAS) Burgos Rural Norte
- Guardería municipal
- Centro cívico de la Merindad de Río Ubierna
- Registro Civil de la Merindad de Río Ubierna y Agrupación de Juzgados de Paz

## Demografía
| Gráfica de evolución demográfica de Sotopalacios entre 1842 y 1970 |
| |
| Población de derecho según los censos de población del INE. Población de hecho según los censos de población del INE.Entre el censo de 1981 y el anterior, este municipio desaparece porque se agrupa en el municipio Merindad de Río Ubierna. |

Los siguientes datos demográficos corresponden a la población de derecho de Sotopalacios, sin incluir ningún otro pueblo de los que conforman el actual municipio de la Merindad de Río Ubierna:
| 1842 | 1857 | 1860 | 1877 | 1887 | 1897 | 1900 | 1910 | 1920 | 1930 | 1940 | 1950 | 1960 | 1970 | 2000 | 2010 | 2020 |
| ---- | ---- | ---- | ---- | ---- | ---- | ---- | ---- | ---- | ---- | ---- | ---- | ---- | ---- | ---- | ---- | ---- |
| 142  | 305  | 300  | 270  | 284  | 307  | 314  | 318  | 322  | 320  | 368  | 355  | 269  | 275  | 409  | 491  | 558  |

## Monumentos
- Castillo: Castillo nobiliario construido por los Manrique, y fortaleza solariega de los Adelantados de Castilla, que perteneció sucesivamente a los Padilla, a los Duques de Lerma, a los Duques de Segorbe y Cardona, a los Duques de Medinaceli y a los Duques de Feria, hasta que en la segunda mitad del siglo XX propició su abandono, ruina y enajenación por el linaje que lo había poseído durante más de 400 años.

Su recinto fue utilizado durante la guerra civil española como residencia de los oficiales de artillería que tenían a su cargo la fábrica de municiones y de carga de bombas y obuses que estuvo instalada en Sotopalacios.
En 1964 fue vendido a sus actuales propietarios (2013), la familia San José, que han dedicado con admirable generosidad, sin ninguna ayuda pública, sus esfuerzos para su reconstrucción parcial.

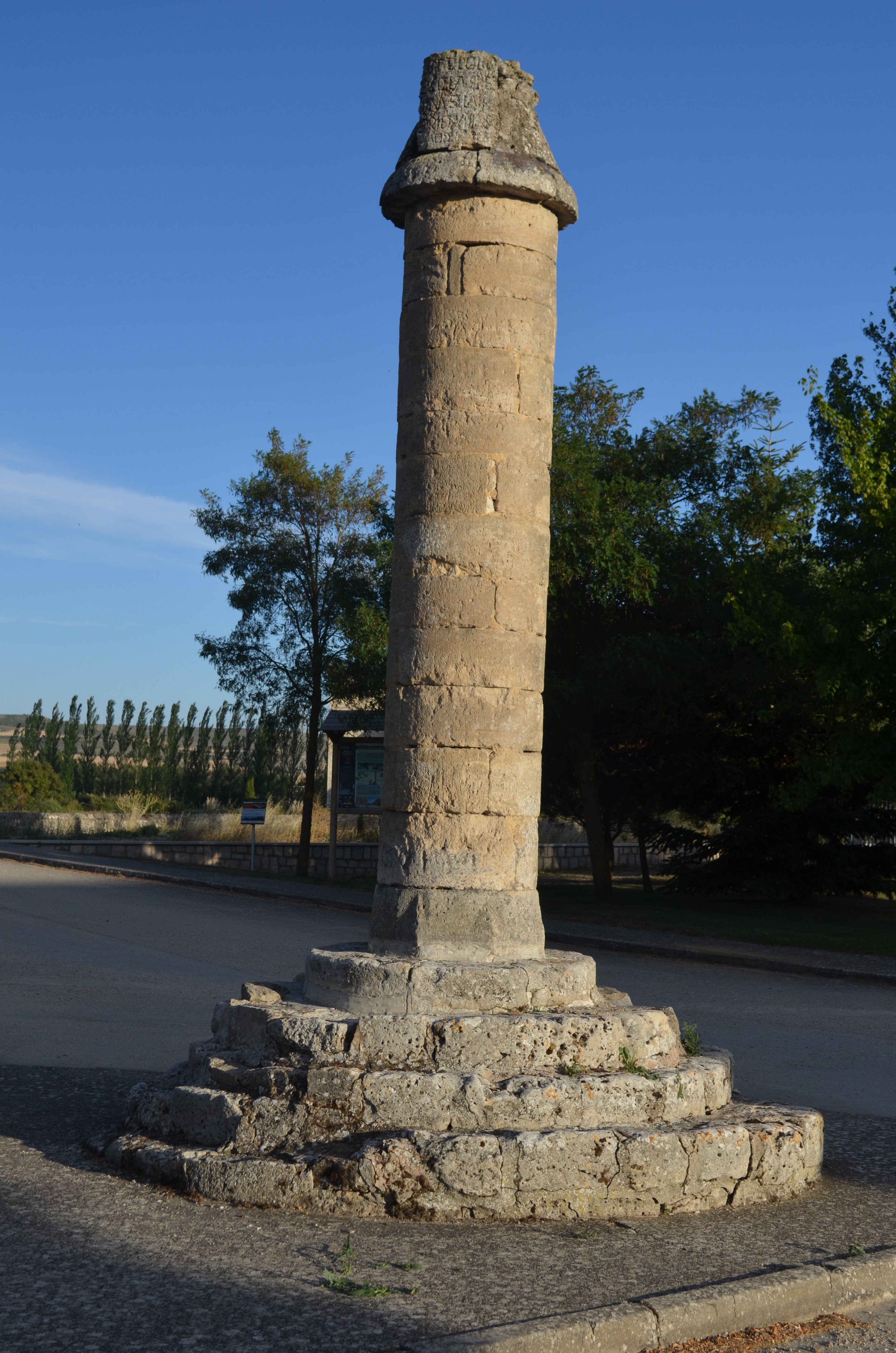
Rollo de Justicia de Sotopalacios.

- Iglesia de Nuestra Señora de Acorro: De estilo romanista. Contuvo el archivo de la Insigne Hermandad de Nuestra Señora de Acorro, que reunía nueve pueblos en 1674. De su construcción inicial se conserva únicamente la sacristía, la sede y el altar.

- Iglesia de San Martín de Tours: es la antigua parroquia de San Martín de Barriosuso, también llamada ermita del pueblo. Construida en piedra sillar de gran calidad bajo el estilo Renacentista del siglo XVI, tiene una nave principal con planta rectangular y dos capillas adosadas en el lateral derecho de la nave.

En su interior está la capilla mortuoria de los Díez Ortega, que alberga un valioso retablo de piedra policromado dedicado a los Reyes Magos, y varios sepulcros renacentistas de notable calidad artística. El Sepulcro del Licenciado Díez Ortega reza en su inscripción: "aquí yace el Licenciado Juan Díez de Ortega, abogado en la ciudad de Burgos y Juez de esta Villa, fundador de esta capilla y dotador de ella, murió el diez de diciembre de 1603. 
- Casa de los Tiros: Casona del siglo XVI, de estilo renacentista, compuesta por dos cubos. En las dos puertas conserva el escudo de la familia de la familia Díez Ortega. Posee dos balcones, uno de ellos de especial belleza, con molduras y forjas de gran interés, que destaca por ser el único existente en la zona de sus características y época. Fue declarado Bien de Interés Cultural en 1992.

- Rollo de Justicia: Símbolo de la jurisdicción señorial de los Adelantados de Castilla. Ubicado muy cerca de la iglesia de Nuestra Señora de Acorro. Formado por varios bloques de sillería en forma de columna que se asientan en un pedestal de cinco escalones circulares.

- Rollo Jurisdiccional de Cendrera: trasladado en los años 80 del pasado siglo a la localidad desde las inmediaciones de las ruinas del Priorato de Cendrera, perteneciente al Monasterio de Santa María de Rioseco.
- Monumento a Doña Jimena obra del escultor Francisco Ortega Díez.

## Festividades
- Fiesta patronal: 8 de septiembre.
- Fiestas de San Martín Feria de la morcilla/Fiestas de San Martín. Se celebra el segundo domingo de noviembre

## Galería

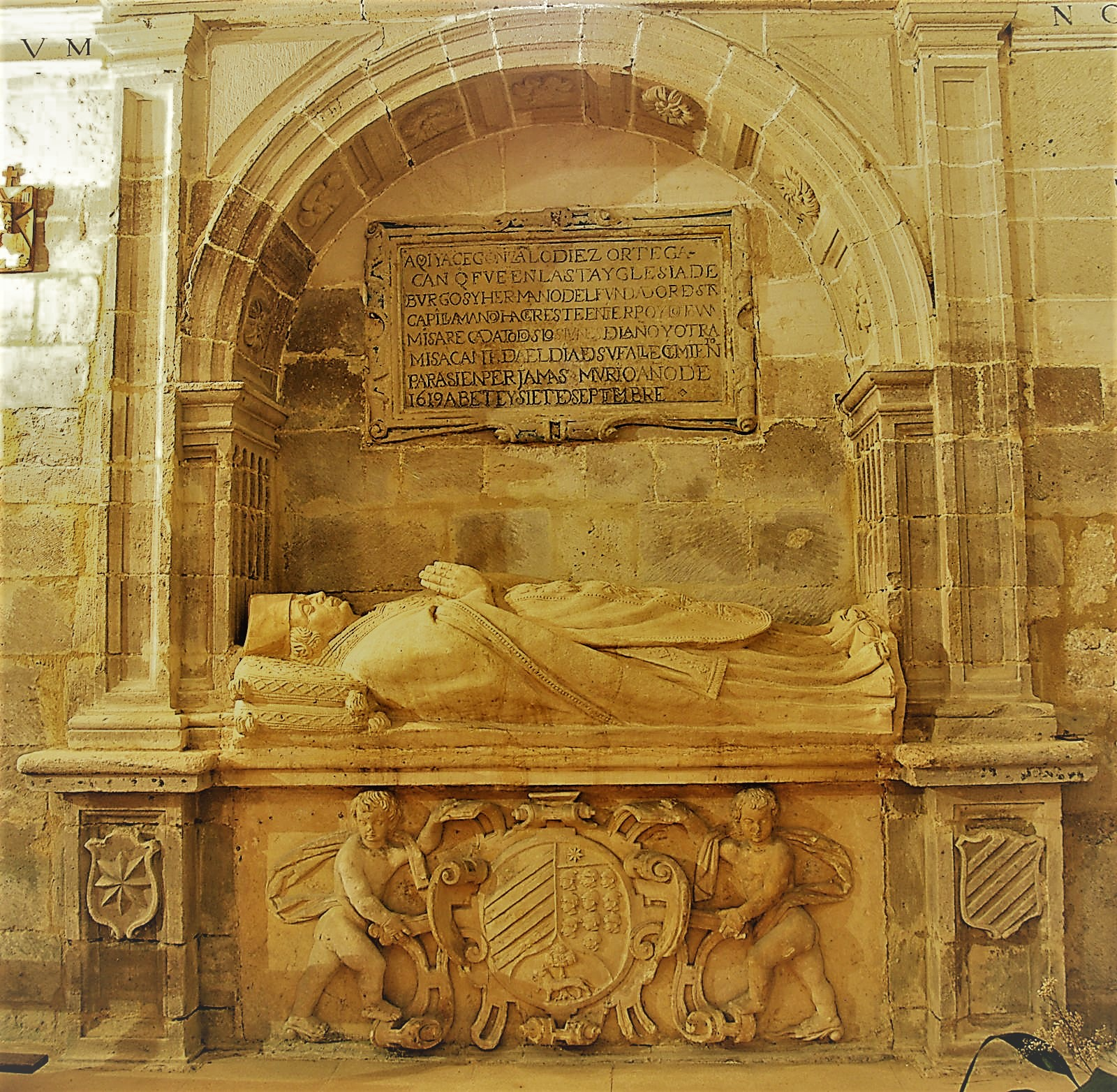
Sepulcro de los Díez Ortega
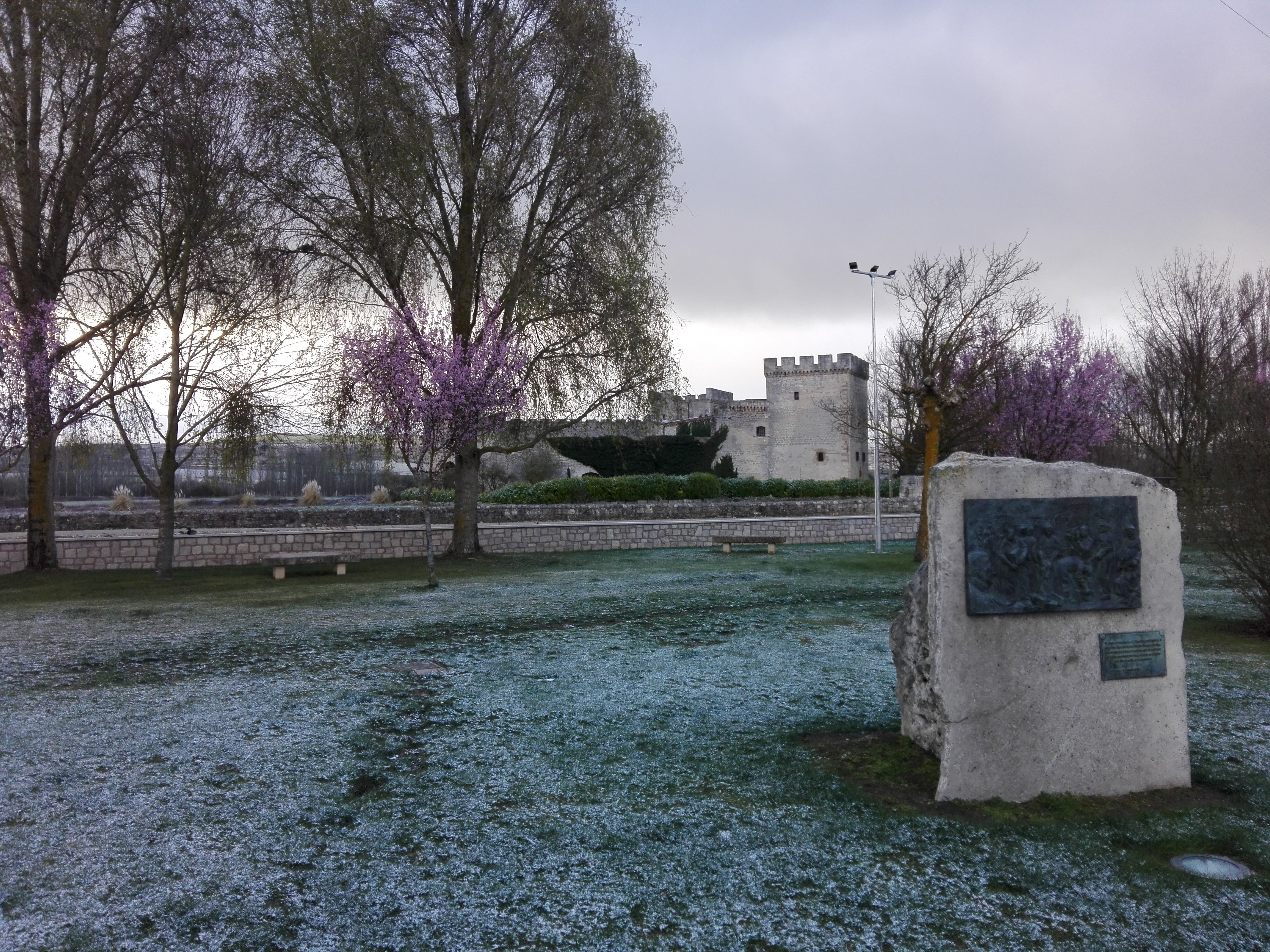
Castillo de los Adelantados y monumento homenaje a sus restauradores.